# Эмаскуляция
Эмаскуляция (лат. emasculatio; от э- + лат. masculinus, «мужской») — удаление мужских половых органов. В хирургии обозначает оперативное удаление полового члена (пенэктомию) в сочетании с удалением органов мошонки (орхиэктомией). Проводится, например, в связи с запущенной раковой опухолью или фагеденическим шанкром. В ботанике обозначает удаление мужских гаметофитов у растений. Термин применяется также в переносном смысле для обозначения потери мужских эмоциональных или физических признаков в результате, например, кастрации или сильного стресса.